# Kropswolde Wolfsbarge, ruim twee eeuwen geschiedenis van de bewoners en hun huizen
Kropswolde Wolfsbarge, ruim twee eeuwen geschiedenis van de bewoners en hun huizen is een historisch boek uit 2014. Het boek over de bewoningsgeschiedenis van Kropswolde en Wolfsbarge is een uitgave van Stichting De historie van Kropswolde en Wolfsbarge.

## Inhoud
Het boek bevat één of meer foto's van ieder pand in de dorpen Kropswolde en Wolfsbarge. Daarnaast wordt van elk pand de historie (vanaf 1800) beschreven. Ook geeft het boek een overzicht van alle bewoners, gerangschikt per woning; van 1800 tot heden. Verder wordt in vijftien pagina aandacht geschonken aan het verenigingsleven in Kropswolde en Wolfsbarge, wordt het onderwijs in beide dorpen behandeld en is een migratiemodel opgenomen. Achter in het boek is een opvouwbare kaart gevoegd.

## Toespraak premier Mark Rutte
Tijdens een toespraak van premier Mark Rutte op 16 maart 2020 vanuit het Torentje was het boek te zien op de achtergrond. Dit was een toespraak over de coronacrisis. Voorouders van de minister-president woonden in een boerderij in Kropswolde. Zij worden in het boek vermeld en daarom kreeg Rutte destijds ook een exemplaar, weet voorzitter Rozema van de Historische Vereniging Hoogezand-Sappemeer, die het boek uitgaf.